# Saint-Rémy-de-Chargnat
 Saint-Rémy-de-Chargnat  là một xã ở tỉnh Puy-de-Dôme trong vùng Auvergne-Rhône-Alpes miền trung nước Pháp.